# Šimabarské povstání
Šimabarské povstání (japonsky 島原の乱, Šimabara no run) byla velká rolnická vzpoura, k níž došlo na přelomu let 1637 a 1638 na poloostrově Šimabara na japonském ostrově Kjúšú a na přilehlém souostroví Amakusa. Důvody povstání byly jak sociální, tak náboženské (většina účastníků se hlásila ke katolické víře).
V oblasti původně vládl rod Arima, který podporoval aktivity portugalských misionářů. V roce 1614 Arimy vystřídali Macukurové, kteří začali křesťany perzekvovat a zvýšili daně, aby financovali stavbu svého nového sídla. To vyvolalo nespokojenost vesničanů a róninů, kteří 17. prosince 1637 zabili neoblíbeného výběrčího daní. Do čela povstalců, jejichž počet se odhaduje okolo 30 000, se postavil šestnáctiletý Širó Amakusa, označovaný za božího posla. Obsadili opuštěný hrad Hara, nepodařilo se jim však dobýt další strategická opěrná místa. Šógunát Tokugawa proti povstalcům vyslal armádu čítající 125 000 mužů, které vedl Šigemasu Itakura. Ten byl při obléhání hradu Hara zabit a vystřídal ho Nobucuna Macudaira, rozhodující vliv na potlačení rebelie však měly dodávky zbraní od zástupce Nizozemské východoindické společnosti Nicolaese Couckebackera, který jako protestant chtěl zabránit rostoucímu vlivu katolíků v Japonsku. Po neúspěšném pokusu probít se z obklíčení byla povstalecká pevnost 15. dubna 1638 dobyta a vypálena, zajatí povstalci byli popraveni a Amakusova useknutá hlava byla vystavena v Nagasaki.
Jako reakce na povstání byla v Japonsku zavedena politika izolace, známá pod názvem sakoku: křesťanství bylo zakázáno pod trestem smrti a všichni cizinci s částečnou výjimkou Nizozemců byli vypovězeni ze země. Region Šimabara se v důsledku represí vylidnil a k jeho dosídlení byli povoláni noví osadníci z celého Japonska.

## Externí odkazy

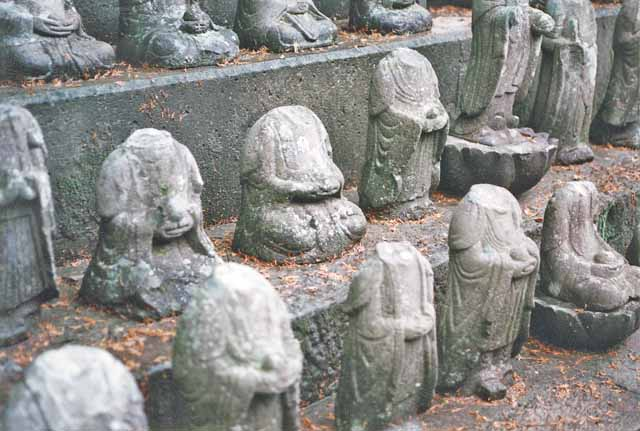
Buddhistické sochy bódhisattvů zničené křesťany

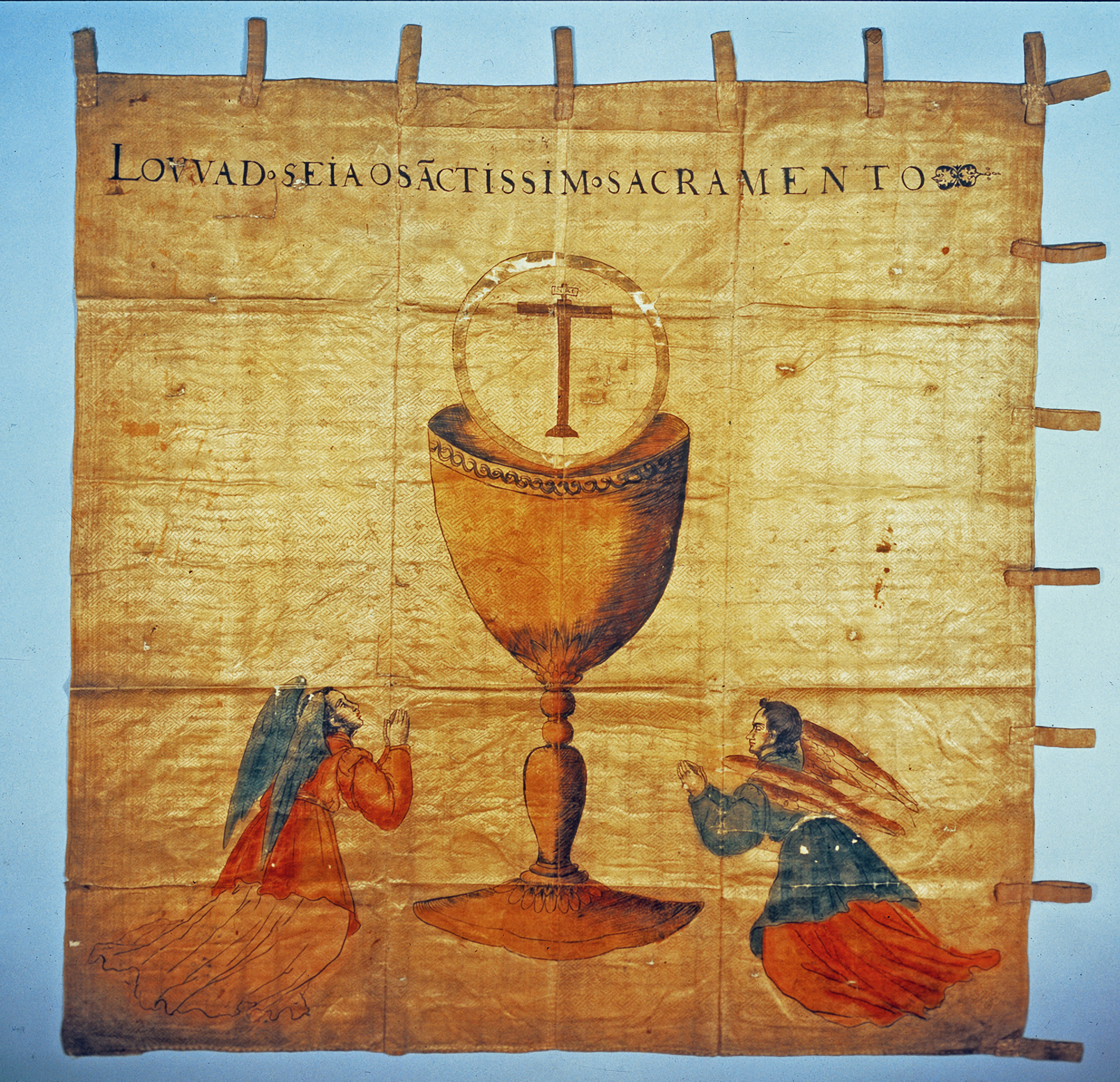
Křesťanská vlajka Širó Amakusy